# صلیب بلنیسی

صلیب بلنیسی

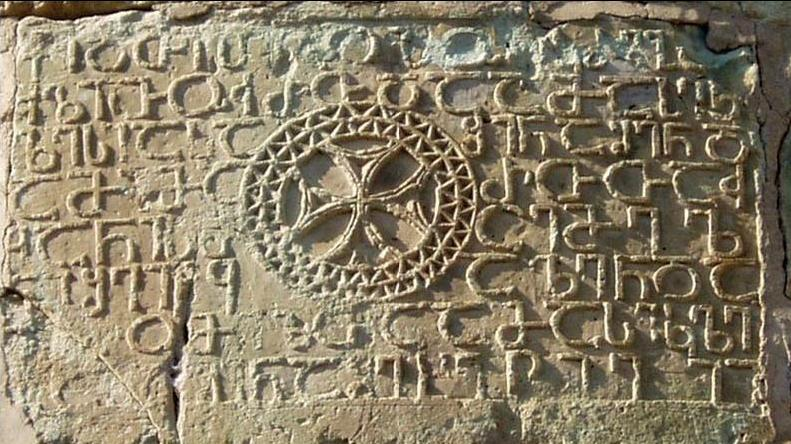
کتیبه‌های بولنیسی دومین نمونه قدیمی موجود از خط گرجی هستند. «صلیب بلنیسی» در مرکز کتیبه‌ها ظاهر می‌شود.

صلیب بولنیسی (گرجی: ბოლნური ჯვარი bolnuri ǰvari) یک نماد صلیب است که از تزئینات قرن پنجم میلادی در کلیسای بولنیسی سیونی گرفته شده است که به عنوان یکی از نماهاید ملی گرجستان به کار گرفته می‌شود.
این صلیبریال گونه ای از صلیب پاتی است که در نمادگرایی مسیحی اواخر دوران باستان و اوایل قرون وسطی رایج است. همین نماد باعث پیدایش انواع متقاطع مورد استفاده در طول جنگ‌های صلیبی شد، صلیب مالت از شوالیه‌های مهمان نواز و (از طریق صلیب اورشلیم و صلیب سیاه از راسته توتونی) صلیب آهنین مورد استفاده ارتش آلمان.
چهار صلیب کوچک مورد استفاده در پرچم گرجستان به‌طور رسمی به عنوان bolnur-kacʼxuri توصیف می‌شوند (bolnur-katskhuri , ბოლნურ-კაცხური) حتی اگر آنها فقط کمی شبیه به pattée باشند.